# Ircinia chevreuxi
Ircinia chevreuxi är en svampdjursart som först beskrevs av Topsent 1894.  Ircinia chevreuxi ingår i släktet Ircinia och familjen Irciniidae. Inga underarter finns listade i Catalogue of Life.